# فریتس بیشاف
فریتس بیشاف (آلمانی: Fritz Bischoff; ۶ دسامبر ۱۹۰۵ – نامشخص) قایقران قایق بادبانی اهل آلمان بود.